# West Bend (Iowa)
West Bend es una ciudad ubicada en el condado de Palo Alto en el estado estadounidense de Iowa. En el Censo de 2010 tenía una población de 785 habitantes y una densidad poblacional de 342,47 personas por km².

## Geografía
West Bend se encuentra ubicada en las coordenadas 42°57′36″N 94°26′44″O / 42.96000, -94.44556. Según la Oficina del Censo de los Estados Unidos, West Bend tiene una superficie total de 2.29 km², de la cual 2.29 km² corresponden a tierra firme y (0%) 0 km² es agua.

## Demografía
Según el censo de 2010, había 785 personas residiendo en West Bend. La densidad de población era de 342,47 hab./km². De los 785 habitantes, West Bend estaba compuesto por el 99.11% blancos, el 0% eran afroamericanos, el 0.13% eran amerindios, el 0% eran asiáticos, el 0% eran isleños del Pacífico, el 0% eran de otras razas y el 0.76% pertenecían a dos o más razas. Del total de la población el 1.4% eran hispanos o latinos de cualquier raza.